# 47 Pułk Piechoty (Imperium Rosyjskie)

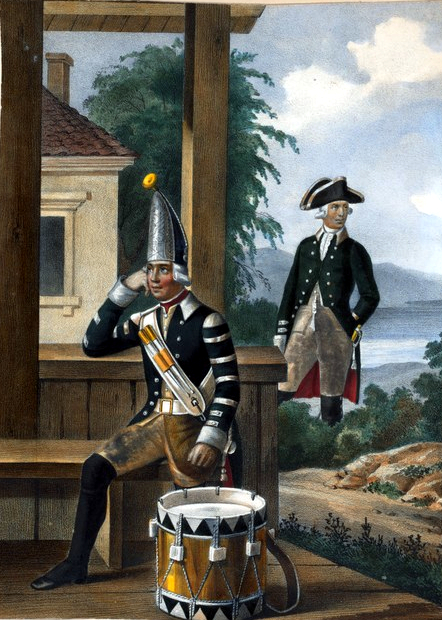
Żołnierze pułku w latach 1798–1801

47 Ukraiński pułk piechoty (ros. 47-й пехотный Украинский полк) – oddział piechoty okresu Imperium Rosyjskiego.

## Charakterystyka
Sformowany w 1798. Stacjonował między innymi w Kamieńcu Podolskim. Nosił nazwy: Ukraiński pp (1811–1833), Ukraiński pjegr (1833–1856).

 W przededniu I wojny światowej pułk etatowo posiadał cztery bataliony po cztery kompanie oraz kompanię tyłową. Kompania piechoty czasu wojny liczyła około 240 żołnierzy i 4–5 oficerów. Na szczeblu pułku występował także pododdział karabinów maszynowych (8 km), łączności (w tym 14 konnych gońców i 21 telefonistów) i zwiadowczy (64 zwiadowców, w tym 4 kolarzy). W sumie pułk liczył około 4000 żołnierzy.
Rozformowany w 1918.

## Podporządkowanie
Lipiec 1914:
- 12 Korpus Armijny – Winnica[8]
  - 12 Dywizja Piechoty – Płoskirów
    - 2 Brygada Piechoty – Kamieniec Podolski
      - 47 Ukraiński pułk piechoty – Kamieniec Podolski